# Nikołaj Majorow
Nikołaj Wasiljewicz Majorow (ros. Николай Васильевич Майоров, ur. 1904 we wsi Kajwaksa, zm. 3 marca 1955 w Moskwie) – radziecki działacz partyjny.

## Życiorys
Od 1927 należał do WKP(b), do 1944 był sekretarzem Komitetu Obwodowego WKP(b) w Rostowie nad Donem, od 1944 do grudnia 1947 pracował w aparacie KC WKP(b). Od grudnia 1947 do 14 sierpnia 1948 był I sekretarzem Amurskiego Komitetu Obwodowego WKP(b), od sierpnia 1948 do 3 marca 1955 ponownie pracował w aparacie KC WKP(b)/KPZR.